# Crkva sv. Ivana Krstitelja (Gornje Jesenje)
Crkva sv. Ivana Krstitelja je rimokatolička crkva u mjestu Gornje Jesenje, gradu Pregrada, zaštićeno kulturno dobro.

## Opis dobra
Župna crkva sv. Ivana Krstitelja jednobrodna je građevina smještena na platou iznad naselja Gornje Jesenje. Sagrađena 1858. g., malo iznad mjesta stare kapele čiji se temelji i danas naziru, u duhu neoromaničke arhitekture, jedan je od prvih primjera historicizma u regiji. Crkveni inventar potječe iz 19. st., osim nekoliko drvenih kipova svetaca koji se datiraju u 18. st.

## Zaštita
Pod oznakom Z-3268 zavedena je kao nepokretno kulturno dobro - pojedinačno, pravnog statusa zaštićena kulturnog dobra, klasificirano kao "sakralna graditeljska baština".